# Marion Dix
Pour les articles homonymes, voir Dix et Dix (homonymie).
Marion E. Dix, née le 5 juin 1904 à Milwaukee (États-Unis) et morte le 7 février 1992 à San Gabriel (États-Unis), est une scénariste, cinéaste et correspondante étrangère américaine.

## Biographie
Née d'Oscar Dix et de Jane Edgerton à Milwaukee, Marion Dix et sa sœur Ruth sont élevées principalement à Chicago.
Marion Dix travaille à l'Université de Washington en écrivant pour des journaux et des magazines. Elle obtient son diplôme en 1925.
Elle déménage ensuite à Hollywood avec l'intention de devenir écrivain et, après avoir trouvé du travail en pénurie, elle trouve un emploi de sténographe chez Famous Players-Lasky,. Elle évolue rapidement vers un poste de scripte, travaillant avec des scénaristes comme Jules Furthman et J. Walter Ruben, et après avoir obtenu des crédits de continuité pour son travail sur The Kibitzer (en) de 1930, elle est mutée en rôle de scénariste.

### Journalisme
Après avoir pris sa retraite de l'industrie cinématographique, Marion Dix revient à ses racines journalistiques, travaillant comme correspondante étrangère, commentatrice radio et conférencière,. Pendant la Seconde Guerre mondiale, elle diffuse ses propres commentaires sur la radio à ondes courtes de Paris vers l'Amérique, et après avoir échappé au Paris occupé, elle écrit et réalise des films éducatifs pour le  Bureau américain d'information sur la guerre.
La guerre terminée, elle est nommée chef de la section cinéma et télévision du Département de l'information des Nations unies à New York. Dans le cadre de cette mission, elle passe cinq ans en Chine, où elle produit des films de formation pour les travailleurs humanitaires.

### Vie personnelle
Elle épouse l'écrivain et producteur canadien Haworth Bromley à Las Vegas en 1933 lors d'une cérémonie secrète, le mariage se termine par un divorce.

## Filmographie (sélection)
- 1930 : The Busybody (en)
- 1930 : Men Are Like That   (scénario)
- 1930 : Safety in Numbers  (histoire)
- 1930 : Sea Legs (en)   (scénario)
- 1930 : Along Came Youth  (scénario)
- 1932 : Ladies of the Jury (en)
- 1933 : The Past of Mary Holmes
- 1933 : The Worst Woman in Paris? (en)
- 1933 : Le Docteur Cornélius (Before Dawn ; titres alternatifs Le Caveau Infernal et Le Caveau Mystérieux du Dr Cornélius) d'Irving Pichel (coécrit avec Garrett Fort)
- 1934 : Sing and Like It (en)
- 1934 : Afterwards (en)
- 1934 : Hawaiian Nights (en)
- 1936 : It's Love Again (en)
- 1936 : Everything Is Thunder (en)
- 1936 : Land Without Music (en)
- 1938 : La Grande Escalade (Climbing High) de Carol Reed  (histoire)

## Récompenses et distinctions
- (en) Marion Dix: Awards, sur l'Internet Movie Database